# Night Is the New Day
Night Is the New Day è l'ottavo album in studio del gruppo musicale svedese Katatonia, pubblicato il 2 novembre 2009 dalla Peaceville Records.

## Tracce
Testi e musiche di Jonas Renkse, eccetto dove indicato.
1. Forsaker – 4:04 (musica: Anders Nyström, Jonas Renkse)
2. The Longest Year – 4:38
3. Idle Blood – 4:21 (Anders Nyström)
4. Onward into Battle – 3:50 (musica: Anders Nyström, Jonas Renkse)
5. Liberation – 4:16
6. The Promise of Deceit – 4:16
7. Nephilim – 4:25
8. New Night – 4:26
9. Inheritance – 4:28
10. Day and Then the Shade – 4:27
11. Departer – 5:27 (testo: Jonas Renkse, Krister Linder)

Traccia bonus nell'edizione limitata
1. Ashen – 4:08 (musica: Anders Nyström, Jonas Renkse)
2. Departer – 5:27 (testo: Jonas Renkse, Krister Linder)

Tracce bonus nella riedizione del 2011
1. Ashen – 4:10 (musica: Anders Nyström, Jonas Renkse)
2. Sold Heart – 4:36
3. Day and Then the Shade (Frank Default Mix) – 5:40
4. Idle Blood (Linje 14) – 3:23 (Anders Nyström)

Contenuto bonus nella riedizione del 2019
- CD 2 – B-Sides and Live Recordings

1. Ashen – 4:06 (musica: Anders Nyström, Jonas Renkse)
2. Sold Heart – 4:32
3. Day and Then the Shade (Frank Default Remix) – 5:40
4. Idle Blood (Linje 14) – 3:23
5. Forsaker (Live @ Summer Breeze, Dinkelsbühl, Germany 2012) – 4:07 (musica: Anders Nyström, Jonas Renkse)
6. Liberation (Live @ Summer Breeze, Dinkelsbühl, Germany 2012) – 4:19
7. The Promise of Deceit (Live @ Koko, London, UK 2011) – 4:15
8. The Longest Year (Live @ Koko, London, UK 2011) – 4:41
9. Nephilim (Live @ Koko, London, UK 2011) – 4:28
10. New Night (Live @ Koko, London, UK 2011) – 4:31
11. Idle Blood (Live @ Union Chapel, London, UK 2014) – 4:31 (Anders Nyström)

- DVD

1. Night Is the New Day (DTS 5.1 Surround Sound) – 57:11
2. Night Is the New Day (Hi-Res 2.0 Stereo Mixes) – 57:11
3. The Longest Year (Video) – 4:41
4. Day and Then the Shade (Video) – 5:40

- 10" – The Longest Year EP
  - Lato A

1. The Longest Year – 4:37
2. Sold Heart – 4:32

- - Lato B

1. Day and Then the Shade (Frank Default Remix) – 5:40
2. Idle Blood (Linje 14) – 3:23 (Anders Nyström)

## Formazione
Gruppo
- Jonas Renkse – voce, arrangiamento
- Anders Nyström – chitarra, arrangiamento
- Fredrik Norrman – chitarra, arrangiamento
- Mattias Norrman – basso, arrangiamento
- Daniel Liljekvist – batteria, arrangiamento

Altri musicisti
- Frank Default – sintetizzatore, programmazione, Fender Rhodes, percussioni
- Krister Linder – voce aggiuntiva (traccia 11)

Produzione
- Anders Nyström – produzione
- Jonas Renkse – produzione
- David Castillo – coproduzione, missaggio, ingegneria del suono
- Jens Bogren – mastering